# Dirty Dancer
«Dirty Dancer» es una canción de cantante español Enrique Iglesias y Usher, con el rapero Lil Wayne. La canción fue grabada para el sexto álbum de estudio de Iglesias, Euphoria, e incluida en el EP de Usher Versus. Un remix de la canción, que cuenta con el rapero estadounidense Lil Wayne y el cantante estadounidense Nayer, fue lanzado el 9 de mayo de 2011 por Universal Music Group como el sexto sencillo de Euphoria. Escrita por los dos cantantes con Evan Bogart, Erika Nuri y David Quiñones y el productor RedOne.
La versión del álbum de "Dirty Dancer" apareció en la lista de sencillos del Reino Unido, el Top 100 de sencillos neerlandés y el Top 100 de la radio eslovaca, mientras que la versión del sencillo entró en la lista de singles de Australia, la lista de singles de Nueva Zelanda y el Billboard Hot 100 de Estados Unidos.

## Lista de canciones
- Descarga digital

1. "Dirty Dancer" (Single Version) (with Usher featuring Lil Wayne) – 4:05
2. "Dirty Dancer" (Music Video)
3. "Dirty Dancer" (Remix) (with Usher featuring Lil Wayne and Nayer) - 4:04

- CD sencillo /  Descarga digital

1. "Dirty Dancer" (Single Version) (with Usher featuring Lil Wayne) – 4:05
2. "Dirty Dancer" (with Usher) – 3:35

## Posicionamiento en listas

### Versión álbum
| Listas (2010–2011)                 | Mejor posición |
| ---------------------------------- | -------------- |
| Bélgica (Flandes) (Ultratop 50)    | 32             |
| Bélgica (Valonia) (Ultratop 50)    | 25             |
| Dinamarca (Tracklisten)            | 37             |
| Eslovaquia (IFPI)                  | 3              |
| España (Top 100 Canciones)         | 20             |
| Países Bajos (Mega Single Top 100) | 39             |
| Reino Unido (UK Singles Chart)     | 194            |
| República Checa (Rádio Top 100)    | 16             |
| Suecia (Sverigetopplistan)         | 54             |

### Sencillo remix
| Listas (2018)                         | Mejor posición |
| ------------------------------------- | -------------- |
| Alemania (Offizielle Deutsche Charts) | 17             |
| Australia (ARIA)                      | 24             |
| Australia Dance (ARIA Charts)         | 9              |
| Austria (Ö3 Austria Top 40)           | 14             |
| Canadá (Canadian Hot 100)             | 11             |
| Estados Unidos (Billboard Hot 100)    | 18             |
| Estados Unidos (Hot Dance Club Songs) | 1              |
| Estados Unidos (Mainstream Top 40)    | 17             |
| Francia (SNEP)                        | 99             |
| Irlanda (IRMA)                        | 26             |
| Nueva Zelanda (Recorded Music NZ)     | 22             |
| Países Bajos (Dutch Top 40)           | 25             |
| Reino Unido (UK R&B Chart)            | 6              |
| Reino Unido (UK Singles Chart)        | 21             |
| Rumania (Romanian Top 100)            | 25             |
| Suiza (Schweizer Hitparade)           | 30             |